# Station Kotsøy
Station Kotsøy is een halte in  Kotsøy in fylke Trøndelag  in  Noorwegen. De halte ligt aan Rørosbanen. Kotsøy werd in 1890 geopend.